# Aa colombiana
Aa colombiana är en orkidéart som beskrevs av Rudolf Schlechter och växer i Colombia och Ecuador. Aa colombiana ingår i släktet Aa och familjen orkidéer. Inga underarter finns listade i Catalogue of Life.